# Noosa
Noosa (o Noosa Shire) è una Local Government Area situata sulla Sunshine Coast nel sud-est dello Stato di Queensland, in Australia. È circondata dalla zona di Maroochy a sud, e Cooloola a nord. Il nome "Noosa" viene adoperato per descrivere un insieme di sobborghi contigui in questa zona del Queensland. I principali sobborghi che possono essere considerati parte del Noosa, sono:
- Noosa Heads
- Noosaville
- Sunshine Beach
- Sunrise Beach
- Tewantin

Le città circostanti che si trovano all'interno del Noosa Shire sono:
- Boreen Point
- Cooran
- Cooroy
- Kin Kin
- Peregian Beach
- Pomona

L'attuale popolazione di questa area è composta da circa 50.000 persone come residenti permanenti. A questi si aggiungono altre 20.000 persone risultato delle fluttuazioni turistiche periodiche. L'economia di questa zona, infatti, si basa quasi esclusivamente sul turismo.
Nella zona è presente una riserva della biosfera.

## Storia
L'area del Noosa era originariamente abitata da numerose tribù di aborigeni australiani. Tra queste vi erano: gli Undumbi, a sud, i Dulingbara, a nord, e i Gabbi Gabbi, ad ovest. Sebbene la cultura tribale locale stia quasi scomparendo, ci sono oggi ancora numerose tracce di questi gruppi, come per esempio:
- gli anelli bora, usati durante i rituali
- canoe fatte con tronchi di albero, usate spesso dai locali per attraversa fiumi e torrenti
- caverne un tempo abitate
- piccoli monumenti in pietra
- molti nomi di località che riportano ai nomi originali degli aborigeni

## Insediamenti bianchi
Sebbene il capitano Cook passò la linea costiera di Noosa nel maggio 1770 non fu che verso la metà dell'Ottocento quando i primi insediamenti di coloni bianchi cominciarono a stanziarsi in questo distretto. Questi primi nuclei erano sorti seguendo in primis lo sfruttamento delle foreste e secondariamente la corsa all'oro nell'area del Gympie, a nord di Noosa.
Negli ultimi 50 anni Noosa è stato trasformato da un isolato villaggio di pescatori in una popolare meta turistica.